# Перчем
44°51′30″ пн. ш. 34°55′45″ сх. д. / 44.858284° пн. ш. 34.929213° сх. д.

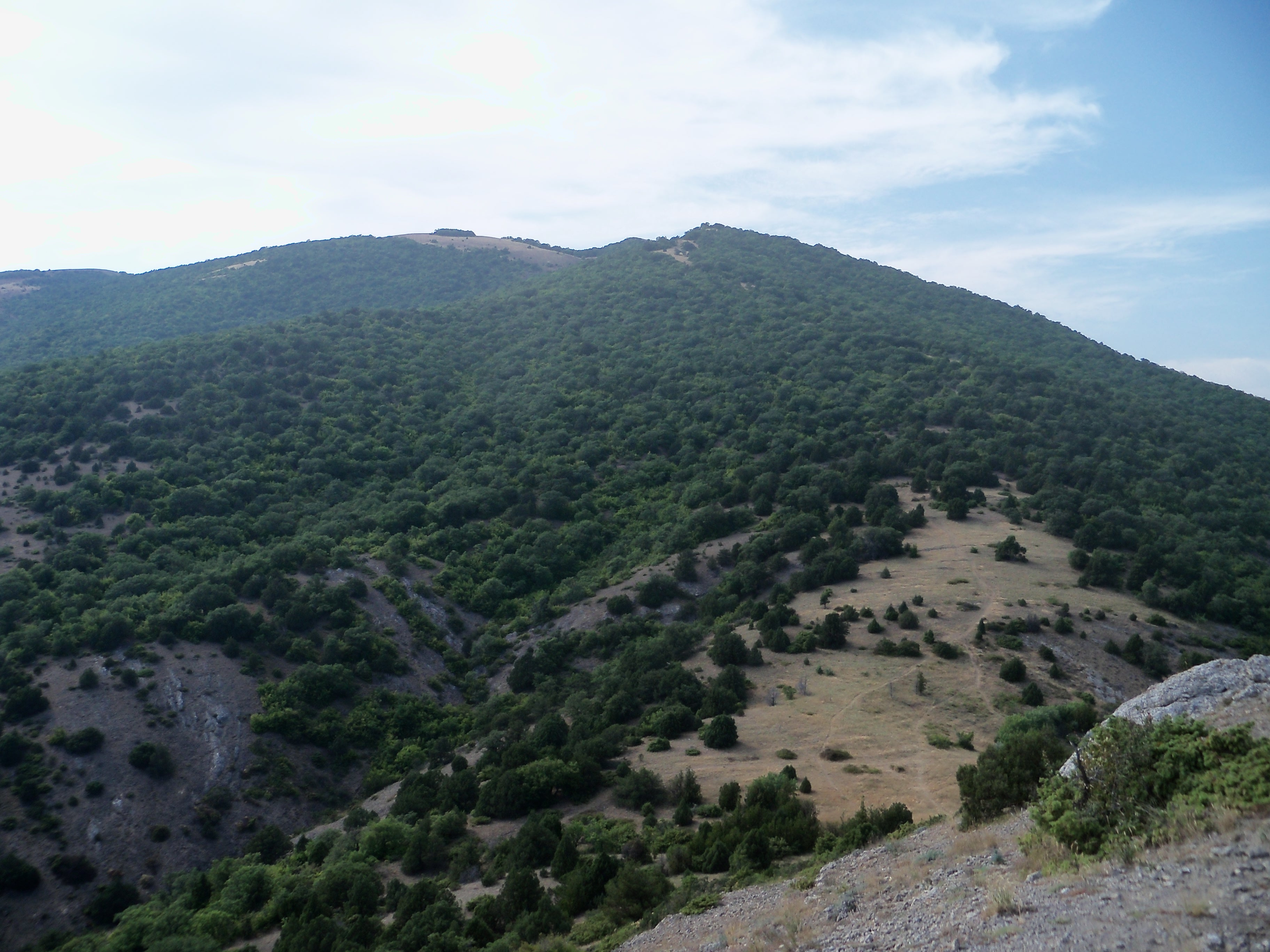
Перчем-Кая.

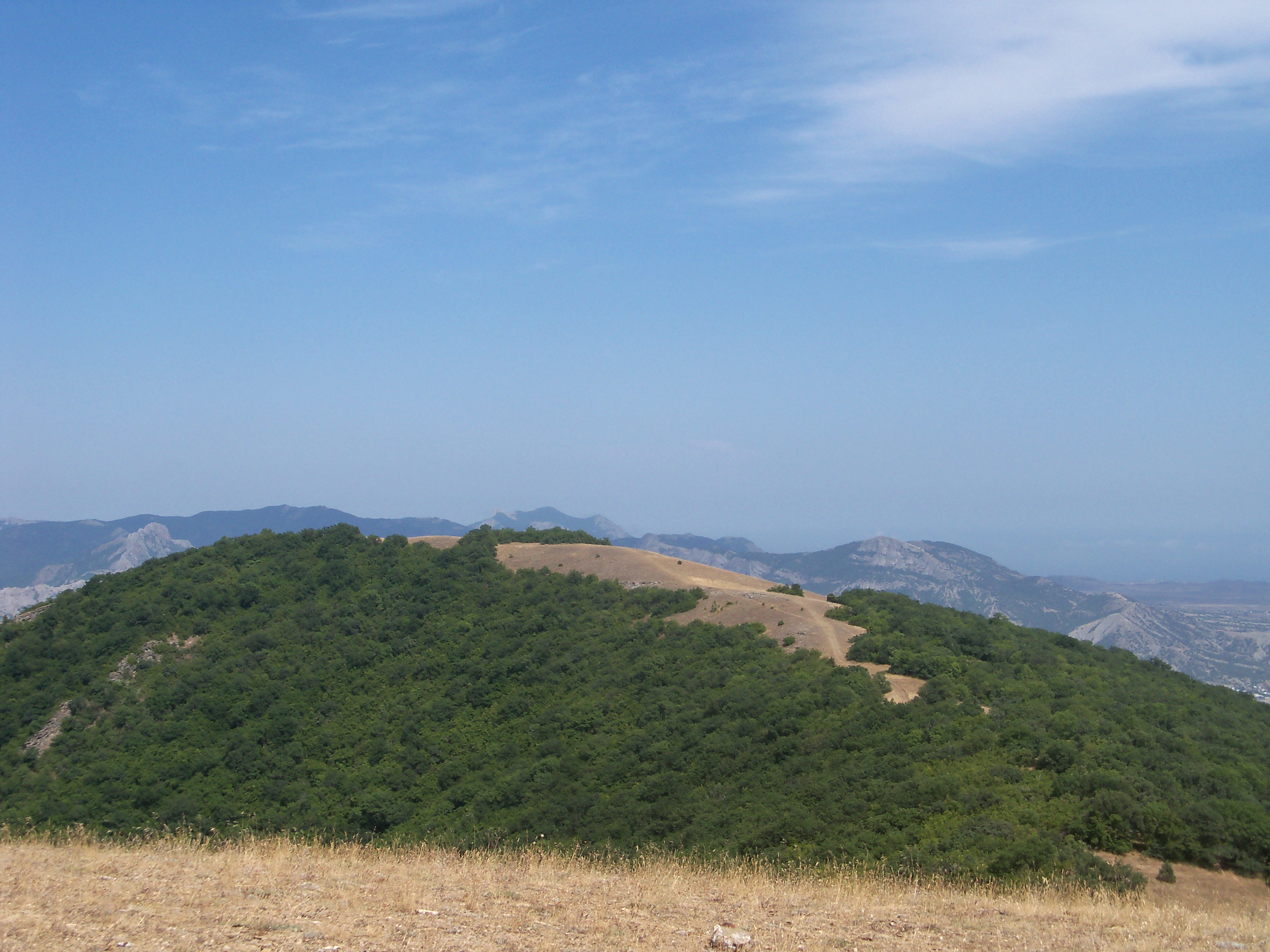
Перчем-Кая (на вершині).

Перчем, Перчем-Кая, Перчем-Оба — дугоподібно вигнута протяжна півн.-сх. на півд.-зах. масивна гора з ланцюгом округлих вершин (висотою 576, 571 м), порослих лісом, густішим на півн. схилах; подекуди виділяються скелі. Розташована у Криму, на захід-півд.-захід від м. Судака, на схід від нп Веселе (Судак).
Тюрк. Перчем — чуб, хохол — на центральній вершині група дерев посеред галявини нагадує жмут волосся на лисині.

## Геологія і географія
Гори Судака та Нового Світу складені міцними вапняками органічного походження. Це корали, губки, мшанки, що жили колоніями, і водорості, що виділяли вапно. Вони жили в прогрітому з чистою водою море на глибині не більше 40—50 м. Корали витягали кальцій з морської води, відмирали, на них розвивалося нове покоління, так на мілководді навколо островів утворилися скелясті підміщення. Такі рифи були у пізньоюрську епоху на місці нинішнього Судака та Нового Світу 130—150 млн років тому. Потім вони були перекриті глинами і після того, як води океану Тетіс відступили від зачатка Кримських гір, глини, що покривають, ерозували і масиви вапняків опинилися на денній поверхні у вигляді ізольованих гір. Вони зустрічаються в Головній гряді від мису Айя на заході до Чатир-Дагу та Карабі-яйли на сході. Це залишки великого бар'єрного рифу на північній околиці океану Тетіс. Рифи Судака та Нового Світу за своєю виразністю залишаються неперевершеними і цю ділянку Південного берега Криму слід вважати «заповідником копалин рифів».

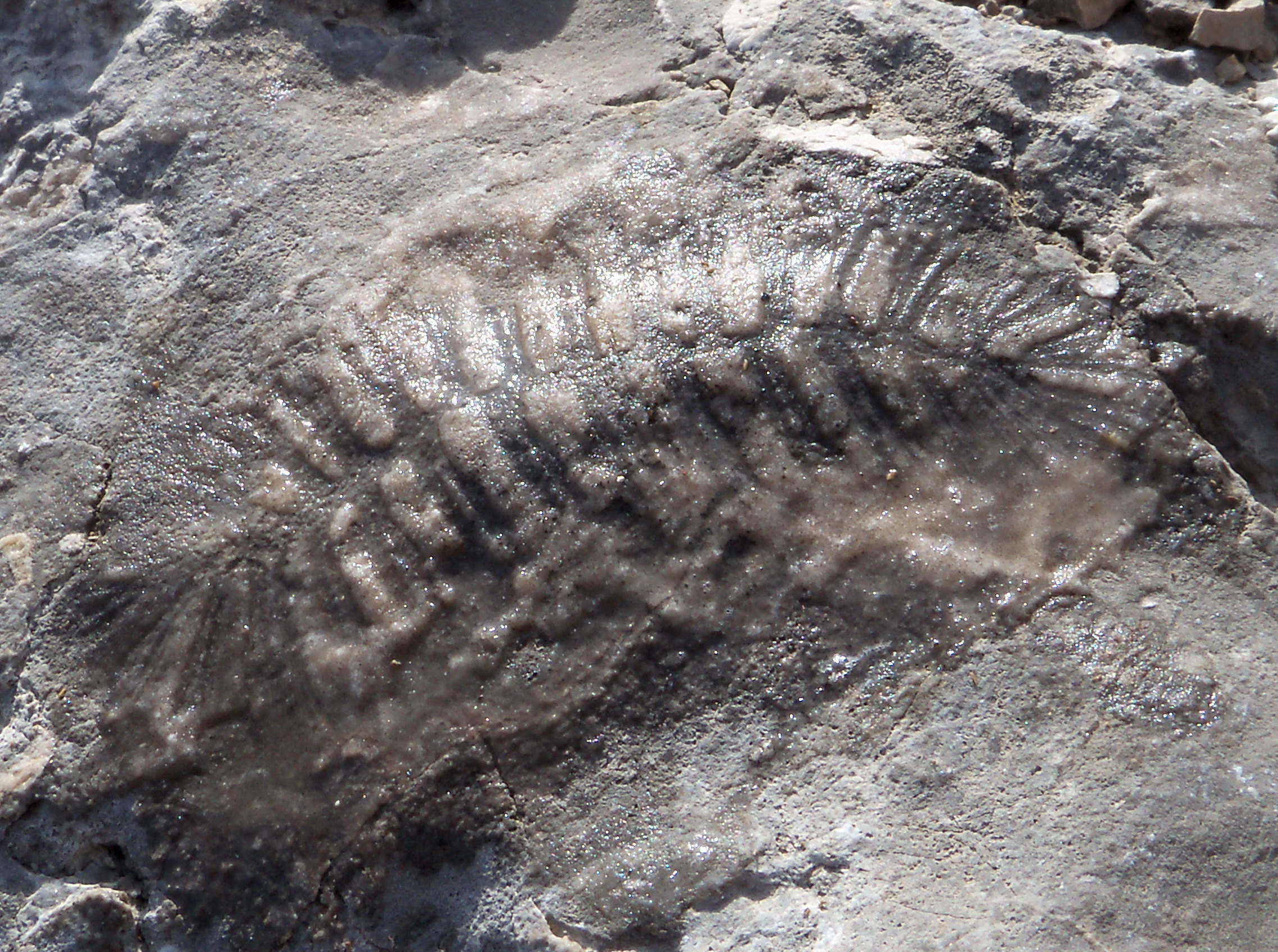
Скам'янілість, що виникла внаслідок фосилізації (Крим, г. Перчем-Кая)

Утворення гір Судака та Нового Світу пояснює особливі властивості місцевих вапняків. У пористому рифі, що промивається водою, розчинявся вуглекислий кальцій скелетів рифобудівників і відкладався в порожнечах, зміцнюючи коралово-водорослеву споруду. З огляду на це викопні рифи складаються не з пухких структур, а перетворені на міцні мармурові вапняки. Вони легко поліруються до блиску, а химерної форми скам'янілості та зростки кристалів кальциту використовуються як гарний декоративний камінь. Важлива особливість рифових масивів полягає в тому, що вони утворилися згодом ділянках морського дна, що опускаються. З цієї причини потужність рифових масивів досягає багатьох сотень метрів (наприклад, гори Сокіл 300—350 м), що у багато разів більше за глибину проживання рифу. Потужні рифи утворилися, якщо швидкість опускання морського дна тривалий час приблизно відповідала швидкості зростання рифу. На південних схилах є виходи інтрузивних тіл — дайки. Пізніше масив зазнав ерозії, проте карстові процеси тут слабші, ніж у інших районах